# Volkmar Paeslack
Volkmar Paeslack (* 24. Juli 1925 in Berlin; † 19. September 1998 in Heidelberg) war ein deutscher Internist und Rehabilitationsmediziner.

## Leben
Paeslack besuchte 1935–1943 das Berlinische Gymnasium zum Grauen Kloster. Nach dem Abitur leistete er 1943/44 Reichsarbeitsdienst. Als Soldat im Heer wurde er an der Ostfront bei Tilsit schwer verwundet. 1945 aus französischer Kriegsgefangenschaft in Bad Kreuznach entlassen, war er Pfleger in der Psychiatrie der von Bodelschwinghschen Stiftungen Bethel. Ab 1946 studierte er an der Johannes Gutenberg-Universität Mainz Medizin. Er bestand 1951 das Staatsexamen („sehr gut“). Mit einer Doktorarbeit bei Hanns Ruffin (Psychiatrie Mainz) wurde er magna cum laude zum  Dr. med. promoviert.
1952/53 war er Pflichtassistent an der Medizinischen Klinik den Städtischen Krankenanstalten Darmstadt. Nach der Approbation durchlief er die internistische Ausbildung bei Herbert Plügge im Universitätsklinikum Heidelberg. Er wurde 1962 Facharzt für Innere Medizin und habilitierte sich 1963. Kurt Lindemann holte ihn an die Orthopädische Universitätsklinik Heidelberg. 1963/64 besuchte Paeslack mehrfach Sir Ludwig Guttmann am Stoke Mandeville Hospital in Aylesbury, England. Seit 1965 Wissenschaftlicher Rat, war er 21 Jahre Oberarzt in der von Horst Cotta geleiteten Klinik. Er plante und verwirklichte das Querschnittgelähmtenzentrum in Schlierbach (Heidelberg) und leitete es ab 1968. In den folgenden Jahren half er beim Aufbau des Südwestdeutschen Rehabilitationskrankenhauses Karlsbad-Langensteinbach. Die Ruprecht-Karls-Universität Heidelberg ernannte ihn 1970 zum apl. Professor. 1972 war er Planungsbeauftragter der International Stoke Mandeville Games, den Paralympics in Heidelberg. 1975 kam er auf den neuen Heidelberger Lehrstuhl für Allgemeine Rehabilitationsmedizin. 1993 entpflichtet, vertrat er ihn noch zwei Jahre.

## Ehrungen
- Albert-Schweitzer Medaille (1990)
- Ludwig-Guttmann-Preis (1993)
- Bundesverdienstkreuz am Bande (1997)
- Ehrenmitglied der Deutschsprachigen Medizinischen Gesellschaft für Paraplegiologie (1998)